# Astochia africana
Astochia africana är en tvåvingeart som först beskrevs av Ricardo 1919.  Astochia africana ingår i släktet Astochia och familjen rovflugor.
Artens utbredningsområde är Kenya. Inga underarter finns listade i Catalogue of Life.